# Bodegón con cebollas
Bodegón con cebollas es un cuadro del pintor francés Paul Cézanne, este cuadro también es conocido en francés como Nature morte avec oignons. Está realizado en óleo sobre lienzo. Mide 66 cm de alto y 81 cm de largo. Fue pintado entre 1895 y 1898. Estuvo en el Museo del Jeu de Paume y actualmente, se encuentra en el Museo de Orsay, París, Francia. 
El género del bodegón es uno de los cuadros favoritos de Cézanne, junto al paisaje y al retrato. Dentro de él, son sus temas predilectos las manzanas y los fruteros. Este en concreto lo pintó en plena etapa de madurez (década de 1890 a 1899).